# Desanos
Els desanos, desana, dessana, wirá o mimí porá són una ètnia indígena nativa de la selva de la conca alta del riu Vaupés, especialment a la foia dels seus afluents, els rierols Abiyú, Cucura, Timbó i Murutinga i el riu Papúrí, en el departament colombià de Vaupés i l'àrea limítrofa en l'estat d'Amazones (Brasil). Ocupen les Àrees Indígenes Alto Rio Negro, Médio Rio Negro I, Médio Rio Negro II, Pari Cachoeira I, Pari Cachoeira II, Pari Cachoeira III, Taracuá, Yauareté i la Reserva Indígena Balaio, prop de Colòmbia.

## Sistema regional
Els desano (wirá porá: "fills del vent") poden ser definits com una "fratria" patrilineal exogàmica, que fa part d'un sistema regional de fratrias exogàmiques diferenciades lingüísticament. Els sesano es casen amb una persona d'una altra fratria o ètnia, preferentment amb els pira-tapuya (''wa'í), wananos (dehkosirú), tucanos (Nahséa) o sirianos (Seléa). Altres ètnies o fratrias exogàmiques, principalment de llengües tucanes també formen part d'aquest sistema regional del Vaupés, basat en l'intercanvi matrimonial entre elles. La fratria dels desano està conformada per 30 "sib" o clans patrilineals, cadascun dels quals es considera descendent d'un avantpassat i avantpassada comunes.

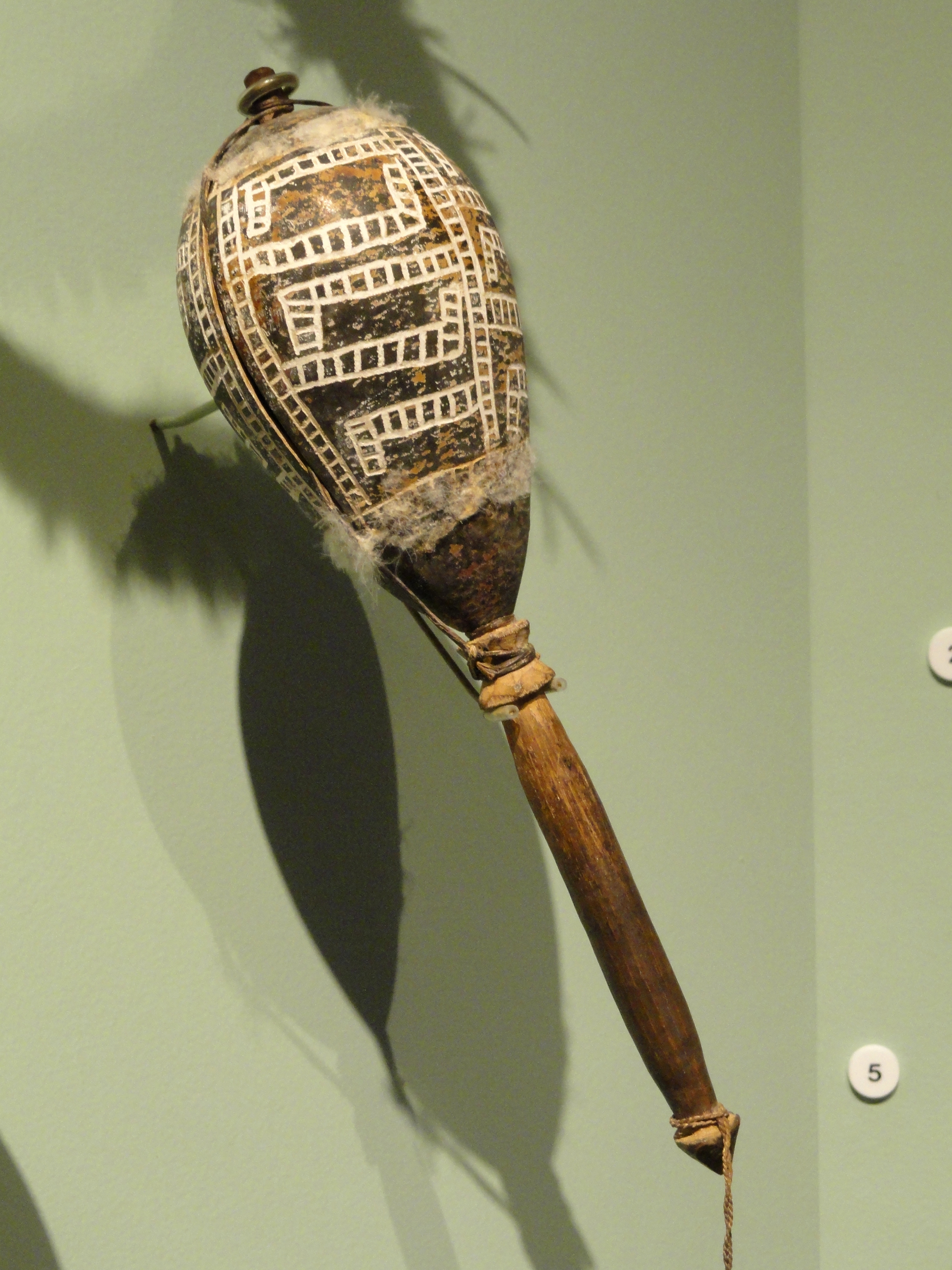
Sonall desana fet am carbassa i plomes de papagai

## La maloca
Cada sib ocupa una casa comunal o "maloca" (wi'í), on viuen de 5 a 8 famílies, unes 35 persones. Les maloques són rectangulars amb un sostre de dues aigües, de palla de fulles de palma, que arriba gairebé fins al sòl i amb parets d'escorça o tablillas i, amb dues portes, la principal o entrada mirant cap al riu i la sortida al costat oposat sol pot ser utilitzada pels qui viuen allí.
La maloca es divideix en quatre seccions per un eix (gumú) que va de l'entrada a la sortida i tres "jaguars vermells" perpendiculars a l'eix, que són horcons pintats de vermell i taques negres. Es genera així una secció masculina entre l'entrada i el "jaguar central" i una femenina entre aquest i el de la sortida i a més les seccions dels joves a l'esquerra de l'eix i dels majors a la dreta.
El centre de la maloca és un lloc sagrat i allí es col·loca una banca ritual per al sacerdot del sol (kamú) i el xaman o payé (ye'e). Aquest aspira la resina seca de Virola spp. (vihó) i beu yajé per a comunicar-se amb els esperits i aconseguir el control de la salut i de la cacera i les altres activitats de la gent. El sacerdot entona els cants sagrats, presenta les ofrenes al sol i orienta els rituals, amonesta als individus sobre la seva conducta, alhora que transmet la saviesa i els relats a la nova generació.

## Cosmologia
El món està conformat per aigua i terra (selva). Al voltant, l'aire s'expandeix entre aquest món natural i el sobrenatural on abunda l'energia que controla el poder i la força, els fenòmens físics i espirituals, la vida i la fertilitat. La zona inferior del cosmos està constituïda per un "riu de llet" (ahpikon diá) femení i una "terra de llet" (ahpikon yéba) embolicats i continguts per la "maloca de llet" (ahpikon wi'í) protegida pel colibrí, que es concep com un úter o placenta on van els esperits dels morts.
Es considera que el Pare Sol (pagé abé) és el creador que ha originat totes les coses (energia, aire, aigua i terra) i té representant, un dels quals és el sol diürn i un altre la lluna, concebuda com a sol nocturn. També el representen els "personatges dels dies" (êmêkóri mahsá), que regeixen el temps i intervenen per mediar els conflictes i, els "personatges de la sang" (diroá mahsá), que protegeixen la gent i viuen prop de les malocas. Els jaguars són també delegats del sol, els sacerdots i els payé.
Quan una peix boréka ("truita") es va enamorar d'un home i va cohabitar amb ell, els seus fills van ser els primers desano, que es consideren protegits pel colibrí (mimí) qui també s'identifica amb el vent. En morir els desano es converteixen en colibrís. Els desano van cohabitar amb diferents femelles i així van originar els diferents sib. No han de casar-se ni tenir relacions sexuals amb dones desanes o cometrien incest, la qual cosa tindria conseqüències catastròfiques per la naturalesa i el cosmos, tal com es diu que va ocórrer quan el sol va cometre incest amb la seva filla. La filla del sol es descriu com la transmisora de la cultura desano.
Tots els animals estan sotmesos a l'"amo dels animals" (kêgê) que habita els turons rocosos i els raudals, des d'on regeix la proliferació de les diferents espècies. A la selva hi ha a més esperits, alguns dels quals són "dimonis" que causen mals, matant o emmalaltint a la gent.

## Economia
Els desanos es conceben com a caçadors i aprecien la caça com l'activitat principal i pròpia dels homes, que de fet proveeix el 25% de l'alimentació. Dins del sistema regional d'ètnies i fratrias, es concep una divisió del treball en la qual els piratapuyo, wanano, tucano i wiriano es conceben com a pescadors, i les dones de les comunitats pescadores es consideren anàlogues a la peix que es va unir a l'avantpassat de tots els Desano. Altres grups són considerats agricultors: tuyuca, yuruti, carapaná, cubeo.
Tradicionalment es caçava amb arc, fletxa, sarbatana i daus amb curare, actualment s'usa cada vegada més l'escopeta. Cacen principalment danta (wehkê), cérvol (ñamá), pecarí, micos, lapa, agutís i ocells diversos.
La pesca és la segona activitat en importància. Es practica amb arc i fletxa, arpons, paranys, xarxes i hams i a vegades amb candelera. Pesca i caça són abundants en l'estació seca, però en l'hivern la recol·lecció per dones, homes i nens, de fruits silvestres, mel i alguns insectes, és un complement important de l'alimentació.
L'agricultura és l'activitat per excel·lència de les dones. L'home obre el terreny però a la dona correspon la sembra, la cura de la xagra i la collita. A la xagra (po'é) creixen simultàniament diverses espècies, la més notòria la iuca amarga, juntament amb moniato (ñahpí), chonque (duktú), nyam, chontaduro (eri), alvocat (uyú), guama (meré), tabac (murú) i coca (ahpí).
El processament de la iuca és realitzat acuradament per les dones que la renten i espremen per extreure els tòxics, pasten el midó i el rosteixen per a obtenir el "casabe" i la "fariña" (po'gá). L'obtenció de les matèries primeres com a fibres i fustes per fabricar els artefactes per al processament, així com cistelles i hamaca (pû'gü), és una altra activitat dels desano, que mantenen la seva habilitat artesanal.